# 6334 Robleonard
6334 Robleonard (1992 MM) là một tiểu hành tinh vành đai chính được phát hiện ngày 27 tháng 6 năm 1992 bởi G. J. Leonard ở Palomar.